# Schwenow
Schwenow ist ein Gemeindeteil im Ortsteil Limsdorf der Stadt Storkow (Mark) (Landkreis Oder-Spree, Brandenburg). Zum 1. Januar 1973 wurde Schwenow nach Limsdorf eingemeindet.

## Geographie
Schwenow liegt 14 Kilometer Luftlinie von Storkow (Mark) und rund 14 Kilometer südwestlich von Beeskow. Die Gemarkung Schwenow grenzt im Norden an Limsdorf und Ahrensdorf, im Osten an Görsdorf, im Süden an Werder/Spree und Pretschen, im Südwesten an Alt-Schadow und im Westen an Kehrigk. Schwenow ist über die Kreisstraße 6726 von Werder/Spree beziehungsweise Limsdorf zu erreichen. Eine kleinere Verbindungsstraße führt zudem nach Premsdorf.
Höchste Punkte der Gemarkung sind die Blocksberge mit zwei Hügeln von 110,5 und 110,6 m. Tiefster Punkt ist eine Senke im Naturschutzgebiet Schwenower Forst mit 42,8 m. Zur Gemarkung gehört der Schwenowsee. Im Nordosten bildet der Blabbergraben über einige Hundert Meter die Gemarkungsgrenze zu Görsdorf. Ein Graben zieht von Norden nach Süden durch das Naturschutzgebiet Schwenower Forst. Der Schwenowseegraben mündet von Nordosten kommend in den Schwenowsee und verlässt ihn am Südostende zum Drobschsee, mündet somit in den Blabbergraben. Über 90 % der Gemarkung wird von Wald eingenommen.

## Geschichte
Der Ort wurde 1490 und damit spät als Swehn erstmals urkundlich erwähnt. 1496 heißt es Schweyn und 1517 Schwynaw und Schweynaw. 1534 wandelte sich die Schreibweise zu Schweno und schließlich 1584 zu Schwenow. Das Namenbuch hält die Herkunft des Ortsnamens von einer aso. Grundform *Svin'e = Ort, wo Wildschweine vorkommen, für am wahrscheinlichsten. Eine andere Deutung wäre die Ableitung von einer Grundform *Zvenov- zu einer Wurzel ursl. *zven-, im niedersorbischen *zněś = tönen, klingen, lauten, hallen, schallen. Eichler erwägt eine Verbindung zu *nso. * zwenjo = Ring, Radfelge. Die Dorfstruktur wird als Gassendorf mit Gut beschrieben. Das Gut ist aber erst in den 1630er Jahren entstanden. Schwenow hatte ursprünglich keinen Rittersitz.

### Besitzgeschichte
Zur Zeit der Erstnennung gehörte der Ort zum Hausbesitz der Biebersteiner, den damaligen Besitzern der Herrschaften Beeskow und Storkow. 1518 hatten die Biebersteiner die Dienste von vier Bauern in Schwenow und auch deren Abgaben an die Familie v. Rathstock verliehen. Anscheinend kam dieses Lehnstück aber an die Herrschaft bzw. das Amt Beeskow zurück. 1584 wurde das Dorf dann gegen Einzelbesitzungen derer von Oppen in Diensdorf, Glienicke, Ranzig und Buckow eingetauscht. Am 20. Juli 1584 erhielt Georg von Oppen von Kurfürst Johann Georg die Belehnung mit dem Schulzengericht Schwenow und acht Hufen im Ort im Tausch gegen das Schulzengericht Glienicke. Es gehörte dann bis in die 1630er Jahre zum Gut Kossenblatt. Bei der Teilung des Gutes Kossenblatt hatte Georg (der Jüngere) von Oppen, Sohn des Georg (des Älteren) von Oppen und der Anna von Klitzing Schwenow erhalten.

Wappen derer von Oppen

Er baute sich ab etwa 1633 einen eigenen Rittersitz in Schwenow auf. 1644 kaufte er von Joachim-Friedrich Schenk von Landsberg auf Buchholz das Dorf Groß Köris in der damaligen Herrschaft Teupitz hinzu. 1647 erwarb er von den Brüdern Antonius, Otto und Heinrich Ernst von Langen zu Wasserburg die Hälfte von Krausnick und Köthen sowie ein Viertel des Dorfes Leibsch und erhielt 1648 die Belehnung. Georg der Jüngere von Oppen war mit Anna Sibylle von Langen aus dem Hause (Groß) Wasserburg verheiratet. Mit ihr hatte er die Söhne Georg (III.), Christoph und Erdmann. In 2. Ehe war er mit Sabina von Maltitz verheiratet, mit der er weitere neun Söhne hatte: Jobst, Caspar, David, Hans Georg, Gustav, Albrecht, Johann Niclaus, Joachim und Christoph. Georg der Jüngere starb 1651 in Schwenow. Der Sohn Erdmann war mit Catharina Sabina von Maltitz verheiratet; aus der Ehe entsprossen die Söhne George Nicol, Caspar Friedrich, Hans Christoph und Erdmann. Caspar war mit Barbara Sabina von Oppen aus dem Hause Kossenblatt verheiratet. Aus dieser Ehe gingen die Söhne Hans Friedrich, Caspar Christoph und Hans Heinrich auf Schwenow hervor. David heiratete 1662 Anna Elisabeth von Maltitz, Tochter des Hans Ernst von Maltitz von Tauche. Das Dorf blieb im Besitz der Familie von Oppen bis 1738.
Am 27. Mai 1738 kaufte Friedrich Wilhelm I. das Dorf Schwenow von Georg Henning von Oppen für 14.100 Taler zum Amt Kossenblatt hinzu. Das Amt Kossenblatt war eines der 14 Ämter der königlich-preußischen Herrschaft Königs Wusterhausen. Das Vorwerk in Schwenow wurde 1798 an Amtmann Reinicke vererbpachtet. 1801 kam es an Amtmann Carl Sternitzky zu Siethen, dessen Erben erhielten auch den Schwenow- und Drobschsee in Erbpacht 1814 war Sternitzky verstorben. Sein Grab befindet sich auf einem zum Schwenower See geneigten Hügel in einem Robinienwäldchen bei Schwenow. Das Steinkreuz weist die Inschrift: "Hier ruht in Gott mit seiner Gattin Carl Sternitzky, gestorben den 28.04.1814" auf. 1815 hatte Johann Christian Gottlieb Paschke (1783–1842) das Vorwerk in Schwenow gepachtet, der auch noch für 1837 nachgewiesen ist. Er hatte 1814 Wilhelmine Sophie v. Sternitzky, Tochter des Friedrich Ferdinand Franz Sternitzky geheiratet. 1853 kaufte das königliche Hausfidekommißamt Trebatsch das Vorwerk Schwenow für 25.000 Taler von Ludwig Carl Friedrich Traun zurück. Es war 1853 1534 Morgen groß, davon entfielen zwei Morgen auf das Hofgelände, 16 Morgen auf den Garten, 879 Morgen waren Äcker, 193 Morgen Wiesen, 252 Morgen Forstparzellen, 158 Morgen Seefläche und 34 Morgen Wege und Gräben (Berghaus gibt dagegen eine Größe von 1328 Morgen an).

### Oberförsterei Schwenow

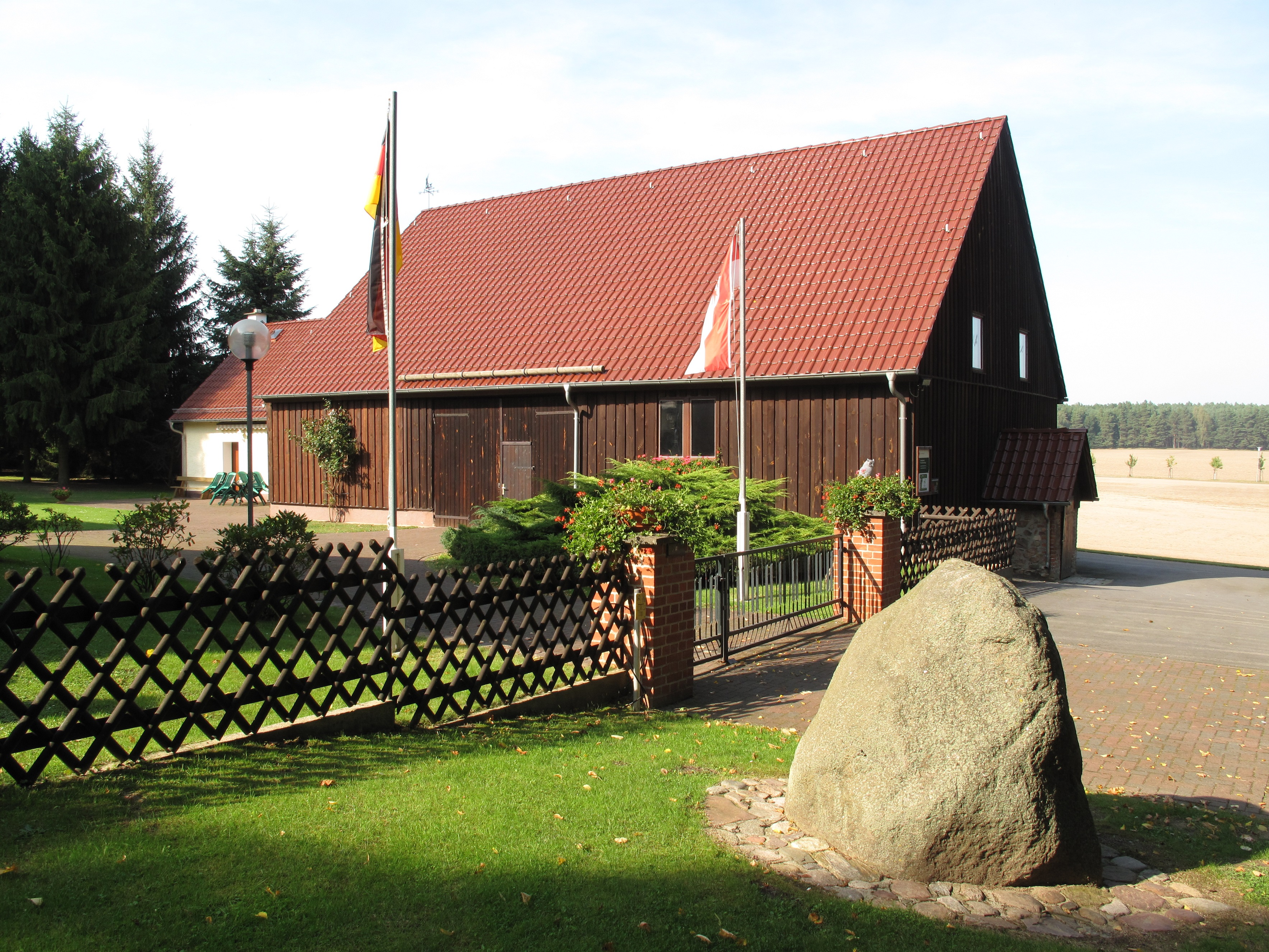
Oberförsterei Schwenow

Aus dem Vorwerk Schwenow wurde nun zwischen 1853 und 1855 die Oberförsterei Schwenow aufgebaut. 1853 war August Messow erster königlicher Oberförster in Schwenow.

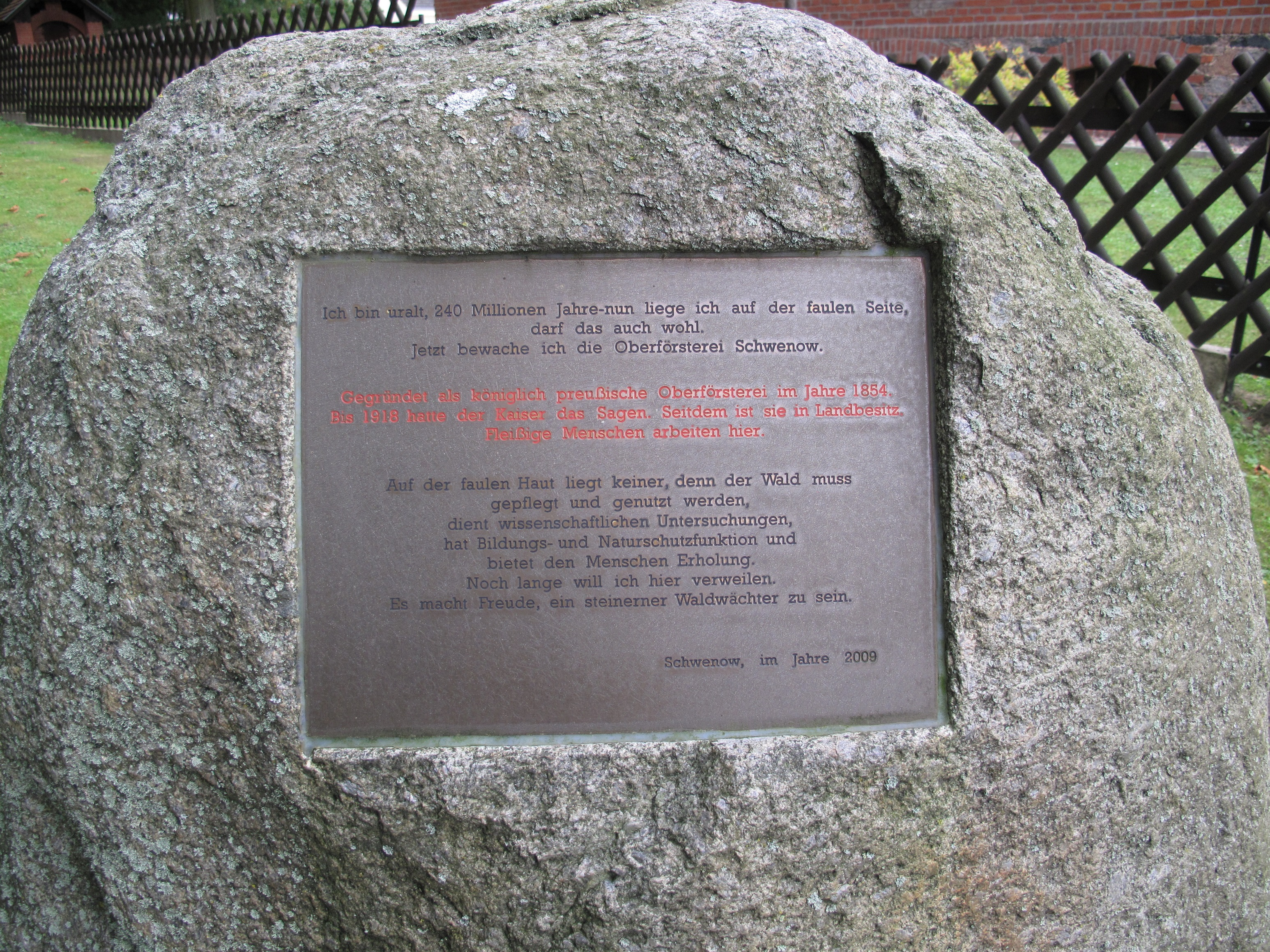
Findling mit Inschrift an der Oberförsterei

Parallel dazu wurde das Forstrevier Schwenow durch die Vereinigung des Forstreviers Kossenblatt mit Teilen des neuerworbenen, vorher fiskalischen Forstreviers Alt-Schadow gebildet. Die Oberförstereien in Kossenblatt und Alt-Schadow wurden aufgelöst. Das Vorwerksareal wurde zum Teil als Dienstland der Oberförsterei bewirtschaftet. Die frühere bewaldeten Parzellen wurde dem Forstbezirk zugeordnet. Weitere Parzellen wurden verpachtet, früher als Acker genutzte Fläche auch aufgeforstet. In den Gebäuden der ehemaligen Schäferei wurde der Forstaufseher untergebracht. Zugeordnet zur Oberförsterei Schwenow waren der Schutzbezirk Werder/Spree, der vom Forstaufseher in Schwenow beaufsichtigt wurde, der Schutzbezirk und das Forsthaus in Sabrodt, Schutzbezirk und Forsthaus Tschinka, Schutzbezirk und Forsthaus Neu Lübbenau, Schutzbezirk und Forsthaus Grubenmühle und der Schutzbezirk und Forsthaus Neue Mühle.
Das Forstrevier bildete einen eigenen Gutsbezirk. Die Oberförsterei unterstand bis 1921 der Königlich-Preußischen Hofkammerverwaltung. Erst 1921 wurde sie vom Preußischen Staat übernommen. Sie blieb auf zu DDR-Zeiten Oberförsterei. 1977 hatte sie auch eine Zweigstelle in Groß Eichholz (Reiseholzplatz). 1990 wurde sie vom Land Brandenburg übernommen. Neben den hoheitlichen Aufgaben ist sie für die Bewirtschaftung von über 5000 Hektar Wald in Landesbesitz zuständig, aus dem jedes Jahr etwa 15000 Festmetern Holz eingeschlagen werden. Daneben ist sie für die Pflege und Verjüngung des Waldes und Naturschutz zuständig. Das Besondere der Oberförsterei Schwenow sind die Lehr- und Versuchsreviere des Landes Brandenburg. Hier werden verschiedene Forschungsprojekte, z. T. in internationaler Zusammenarbeit der Landesforstanstalt Eberswalde durchgeführt.

## Dorfgeschichte

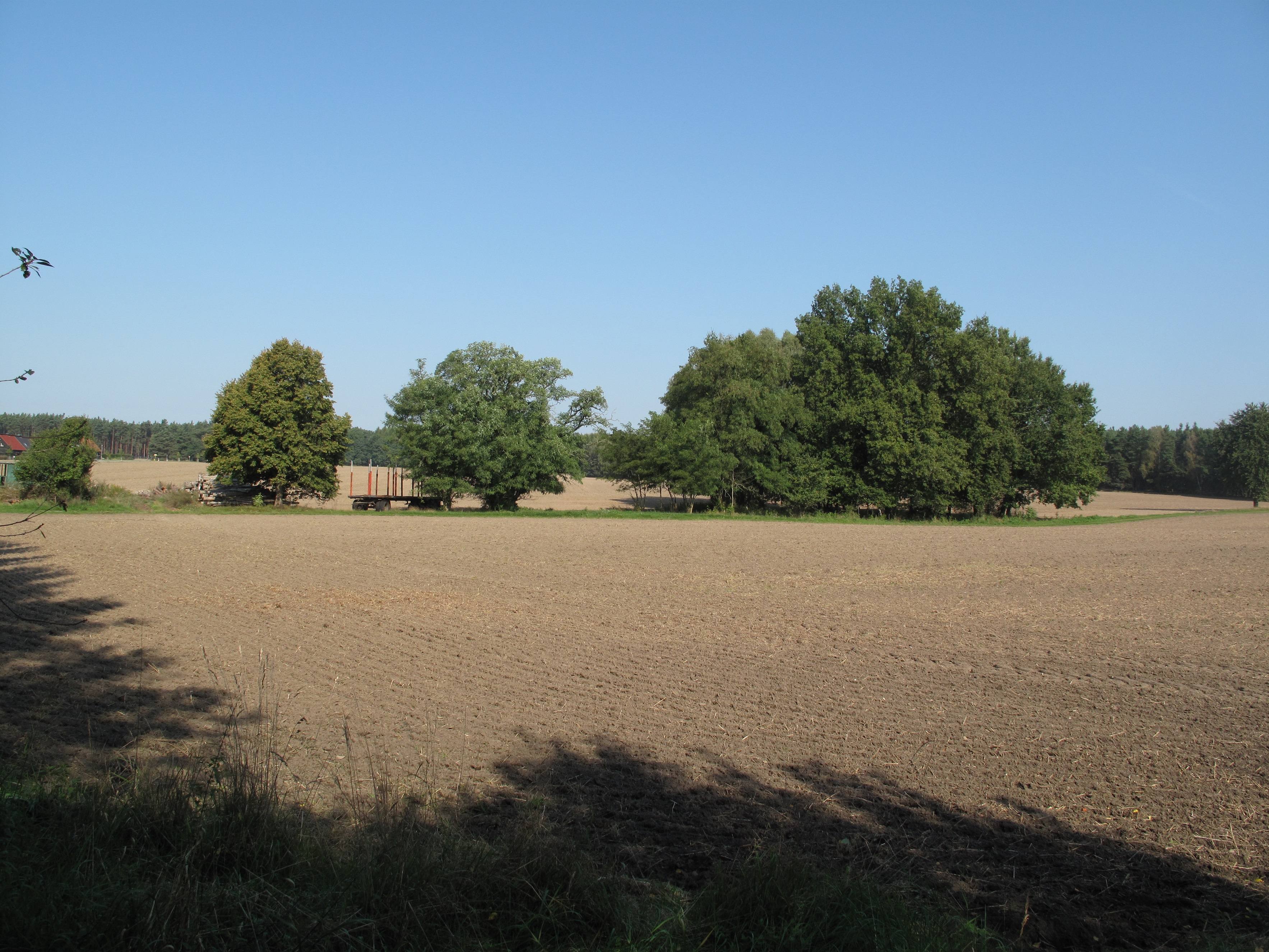
Ackerland nördlich des Dorfkerns

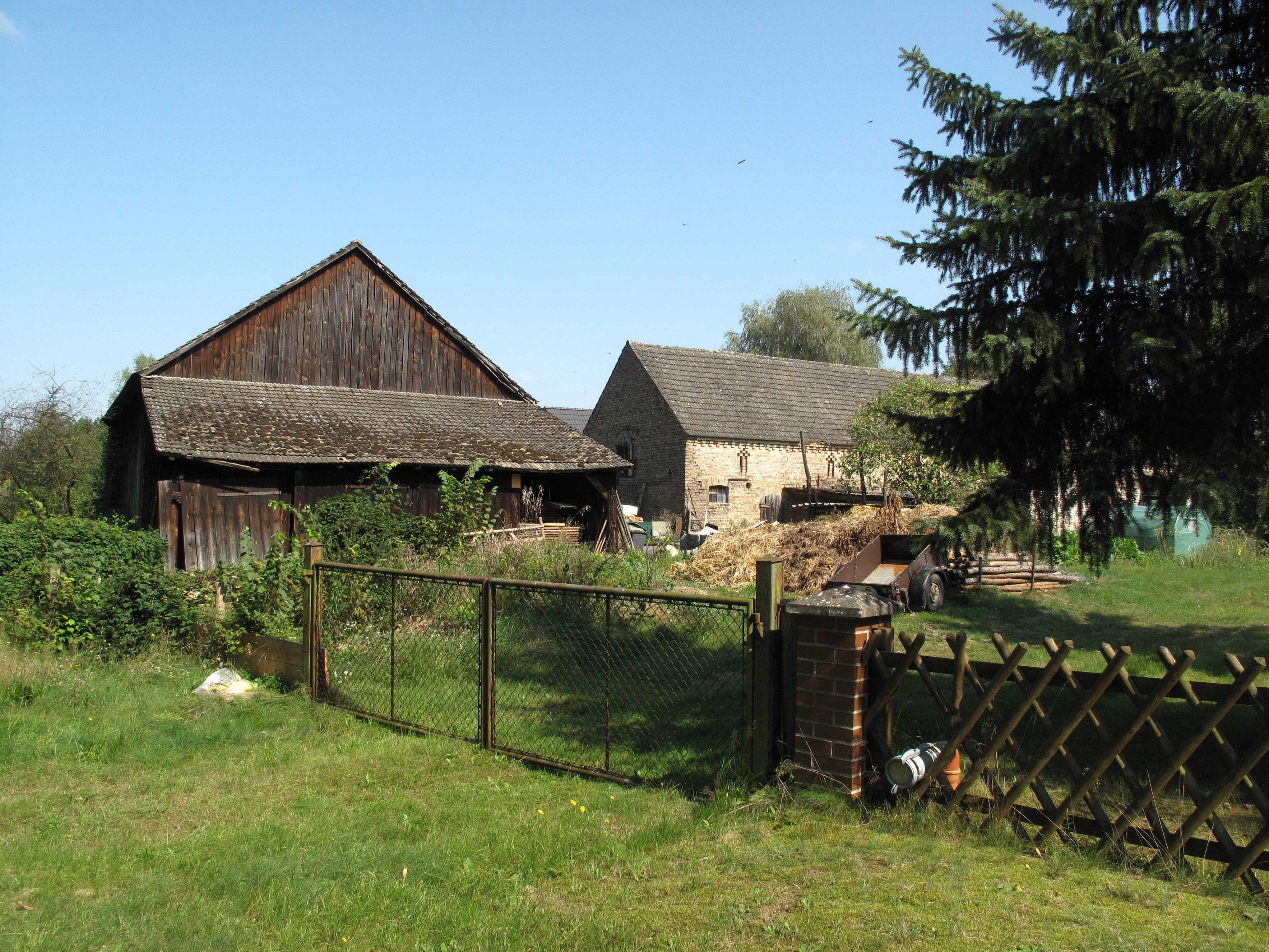
Bauernhof

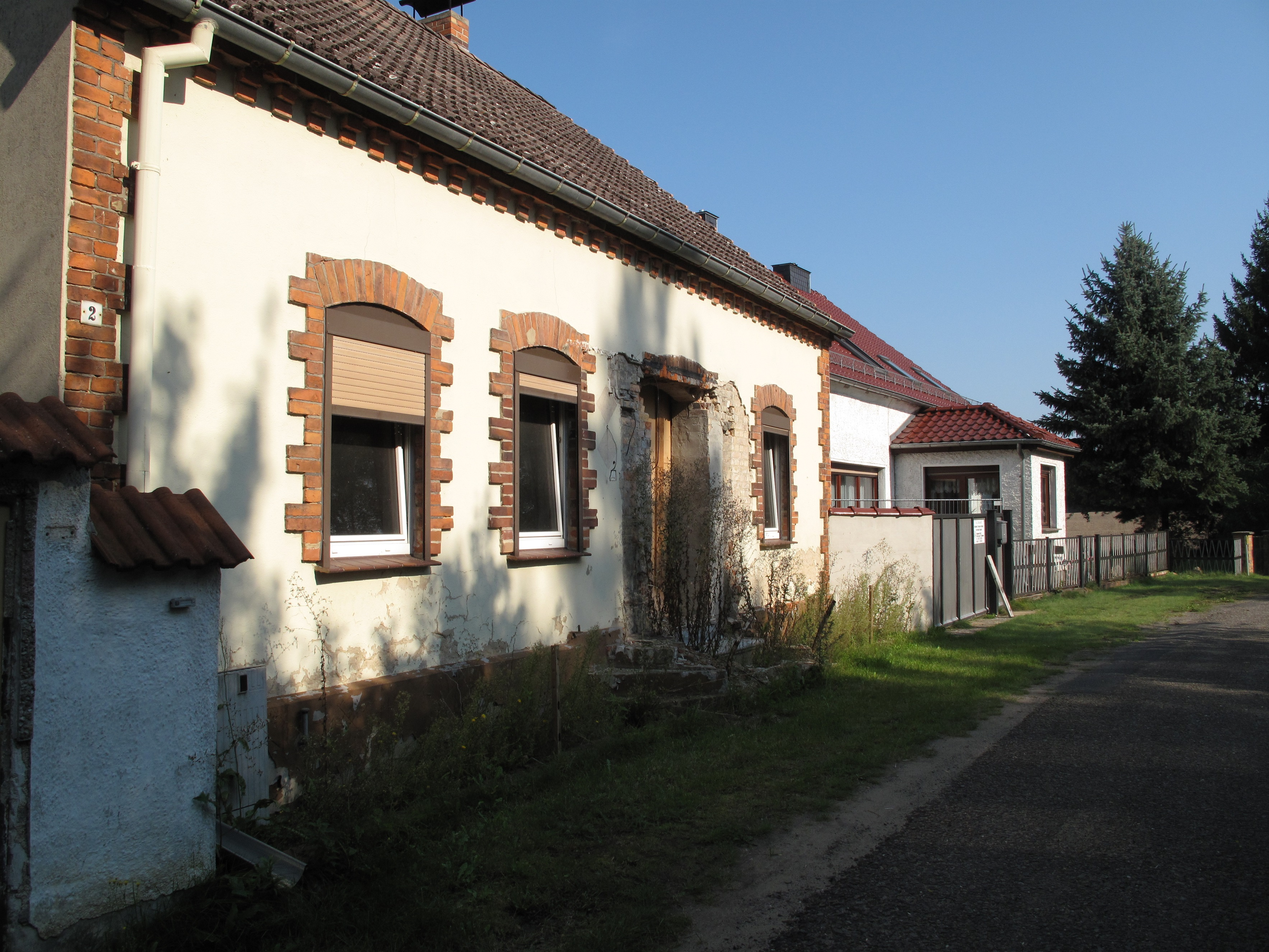
Schwenower Dorfstraße

1518 bewirtschaftete der Lehnschulze drei Hufen, drei Bauern je zwei Hufen, einer der drei Bauern hatte zusätzlich noch eine wüste Hufe in seiner Bewirtschaftung, zwei Bauern mit je einer Hufe. Außerdem war noch ein Kossät im Dorf ansässig. Vier Bauern zinsten einem von Rathstock. 1537 lebten neben Lehnschulze, den fünf Bauern auch drei Kossäten in Schwenow. Für 1556 werden ein Schulze, sieben Hüfner und 12 Kossäten genannten; letztere Zahl ist allerdings zweifelhaft. 1576 lauten die Zahlen: elf Bauern, zwei Kossäten und ein Häusler. Für 1584 wird die Sozialstruktur mit einem Lehnschulzen, acht Hüfnern und zwei Kossäten angegeben. 1600 hatte die Feldmark 22 Bauernhufen; für dieses Jahr wird auch ein Hirte genannt. Im Dreißigjährigen Krieg wurde der Ort zerstört und weitgehend entvölkert. 1652 wurden von neun ausgewiesenen Bauernstellen gerade mal zwei Bauernstellen (mit je zwei Hufen) bewirtschaftet. Das Lehnschulzengut mit drei Hufen und ein weiterer Dreihufenhof waren nicht besetzt. Drei Zweihufenhöfe lagen ganz wüst, ein Hof wurde von einem Hausmann bewirtschaftet, ein weiterer Hof von einem Kossäten. Insgesamt waren somit 20 Hufen auf der Feldmark ausgewiesen. Von vier weiteren Kossätenstellen waren drei ledig. Im Gemeindehirtenhaus wohnte der Hirte. Aus den wüsten Hufen waren ein Rittergut gebildet worden; auch der von einem Hausmann bewirtschaftete Hof und der von einem Kossäten bewirtschaftete Hof waren zum Rittergut gezogen worden.
1692 wird die Zahl der Bauernstellen mit elf angegeben, von denen aber nur zwei Zweihufenhöfe mit Bauern besetzt waren. Außerdem wohnten zwei Kossäten und ein Hirte im Dorf. Auf den drei Feldern wurde nicht bei jeder jährlichen Ernte das dritte Korn gewonnen. Die Bauern konnten auf ihren Wiesen je vier Fuder Heu ernten, Kossäten auf ihren Wiesen je zwei Fuder Heu. Es gab nur eine mittelmäßige Hütung; die Ortsbewohner hielten Schafe. Sie hatten aber keine Fischereirechte und auch nur eine notdürftige Holzung. 1724 wird die Größe der Feldmark mit 24 Hufen angegeben. 1745 gab es neben dem Vorwerk auch eine Schäferei. Sie lag etwas abgesetzt westlich vom Ortskern. Östlich des Ortes wurde auf einem Weinberg Wein angebaut. 1840 ist noch der Flurname Weinberg verzeichnet. Im Ort wohnten zwei Bauern- und vier Kossätenfamilien. 1775 waren auch noch die letzten Bauern verschwunden, und es gab nur noch 13 Büdner (oder andere). Die Angabe 13 "Feuerstellen" dürfte als 13 Häuser aufzufassen sein. 1801 gab es das Erbzinsgut des Amtes Kossenblatt, die Schäferei und, erstmals genannt, auch einen Krug im Ort. 16 Einlieger mit ihren Familien waren in Schwenow ansässig, insgesamt 91 Einwohner. Die Zahl der Feuerstellen war auf 14 angewachsen. 1827 verpachtete das Amt Beeskow den Krug-Verlag, d. h. das Recht zur Belieferung der oberen und unteren Schänke sowie der Mühlenschänke in Kossenblatt, des Kruges in Briescht, der Schänken in Schwenow und Giesensdorf und der Schänke in Werder/Spree auf sechs Jahre. 1837 gab es dann bereits 21 Wohnhäuser, in denen 132 Menschen lebten.
1858 gab es im Dorf 19 Wohngebäude und 25 Wirtschaftsgebäude. Zur Oberförsterei gehörten ein öffentliches Gebäude und vier Wirtschaftsgebäude. Zum Forstaufseherhaus gehörten ein öffentliches und zwei Wirtschaftsgebäude. 1864 wird die Sozialstruktur des Dorfes mit 10 Büdnern und drei Kolonisten angegeben. 1900 wurden im Dorf 17 Häuser gezählt, zur Oberförsterei gehörten sieben Gebäude. 1929 wurde der Gutsbezirk Forst Schwenow aufgelöst und in die Gemeinden Alt-Schadow, Briescht, Glienicke, Kossenblatt, Limsdorf, Sabrodt, Schwenow, Trebatsch, Wendisch Rietz und Weder/Spree eingegliedert. Der Rest wurde mit Teilen des ebenfalls 1929 Gutsbezirkes Kleinwasserburg zusammen gelegt. Die Landgemeinde Schwenow hatte 1933 86 Einwohner im Dorf und den Wohnplätzen Forsthaus Schwenow und Oberförstereigehöft Schwenow. 1939 gab es einen land- und forstwirtschaftlichen Betrieb von über 100 Hektar, einen Betrieb mit 20 bis 100 Hektar, sechs Betriebe mit 10 bis 20 Hektar, sechs Betriebe mit 5 bis 10 Hektar und sieben Betriebe mit 0,5 bis 5 Hektar. In der Bodenreform kam es zu keinen Enteignungen, der Forst wurde vom Staat übernommen. 1960 bildete sich eine Landwirtschaftliche Produktionsgenossenschaft (LPG) Typ I mit 12 Betrieben, 15 Mitgliedern und 77 Hektar Nutzfläche. Sie wurde 1972 mit der LPG Typ III Limsdorf zusammengeschlossen.

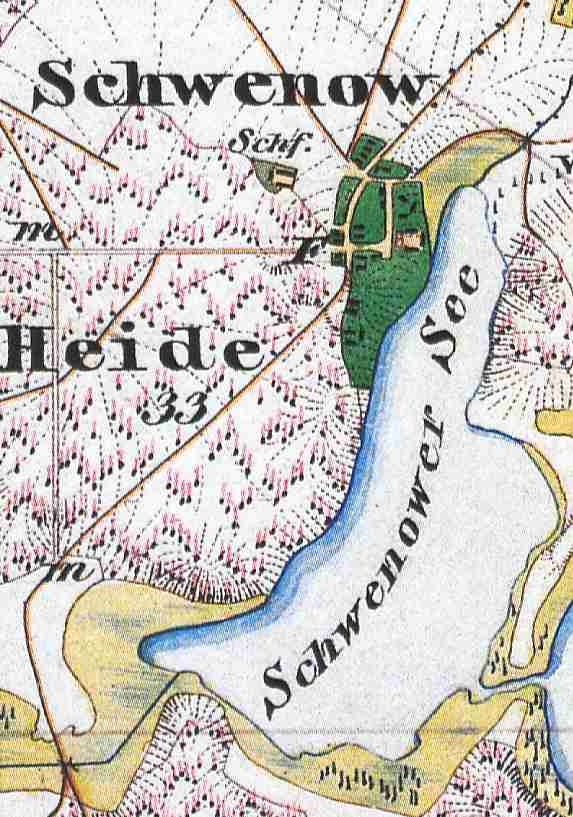
Schwenow auf dem Urmesstischblatt 3850 Kossenblatt von 1846

| Jahr      | 1774 | 1801 | 1818 | 1837 | 1858 | 1875 | 1890 | 1910 | 1925 | 1939 | 1946 | 1950 | 1964 | 1971 |
| Einwohner | 61   | 91   | 102  | 132  | 124  | 115  | 109  | 105  | 105  | 97   | 106  | 117  | 125  | 108  |

## Politische und kommunale Zugehörigkeit
Bornow gehörte im Spätmittelalter noch zur Herrschaft Beeskow, die damals noch Bestandteil der Niederlausitz war. 1518 verpfändete Ulrich v. Bieberstein die Herrschaft Beeskow an den Bischof von Lebus kam. 1556 wurde das Pfand an den brandenburgischen (Mit-)Kurfürsten Johann von Küstrin weitergereicht. 1571 starb Kurfürst Johann von Küstrin, und 1575/6 kam die Herrschaft Beeskow (und ebenfalls die Herrschaft Storkow) de facto an Brandenburg, blieb aber de jure bis 1742 ein Lehen der böhmischen Krone. Die Herrschaft Beeskow schied somit ab 1576 aus der Niederlausitz aus. Aus den beiden Herrschaften Beeskow und Storkow bildet sich im 17. und 18. Jahrhundert der Beeskow-Storkowische Kreis heraus. 1815 wurde dieser Kreis aufgelöst. Das Gebiet der ehemaligen Herrschaft Beeskow wurde an den Kreis Lübben angeschlossen, das Gebiet der ehemaligen Herrschaft Storkow wurde mit dem Teltowischen Kreis zum Kreis Teltow-Storkow vereinigt. 1835 wurde die Teilung der beiden Herrschaften rückgängig gemacht, und es entstand der Kreis Beeskow-Storkow. In einer ersten Kreisreform 1950 in der damaligen DDR wurde der Kreis Beeskow-Storkow erneut aufgelöst und zum größten Teil dem Kreis Lübben zugewiesen, der nördliche Teil – darunter auch Bornow – kam an den Kreis Fürstenwalde. 1952 wurde diese Einteilung zum größten Teil wieder rückgängig gemacht und der neue Kreis Beeskow im Bezirk Frankfurt (Oder) gebildet. Zum 1. Januar 1973 wurde Schwenow in die Nachbargemeinde Limsdorf eingemeindet und wurde seitdem Ortsteil von Limsdorf.
Nach der Wende wurde der Kreis Beeskow noch in Landkreis Beeskow umbenannt. 1992 schloss sich Limsdorf mit 13 anderen Gemeinden zum Amt Storkow (Mark) zusammen mit Sitz in der Stadt Storkow (Mark). Am 6. Dezember 1993 wurde schließlich der Landkreis Beeskow mit den Landkreisen Fürstenwalde, der kreisfreien Stadt Eisenhüttenstadt und dem Landkreis Eisenhüttenstadt zum Landkreis Oder-Spree fusioniert.
Zum 31. März 2002 bildeten die Gemeinden Alt Stahnsdorf, Limsdorf, Schwerin, Wochowsee und die Stadt Storkow die "neue" Stadt Storkow (Mark). Die restlichen Gemeinden des Amtes Storkow (Mark) wurden zum 26. Oktober 2003 durch das Sechste Gesetz zur landesweiten Gemeindegebietsreform in die Stadt Storkow (Mark) eingegliedert. Das Amt Storkow (Mark) wurde aufgelöst. Die früheren amtsangehörigen Gemeinden darunter auch Limsdorf sind heute Ortsteile der Stadt Storkow (Mark). Seither ist Schwenow lediglich noch ein Gemeindeteil von Limsdorf ohne eigene Ortsvertretung oder Ortsvorsteher. Frau Silke Wollmach ist gewählte Ortsbeirätin in Limsdorf und vertritt die Interessen der Schwenower Bürger.

## Kirchliche Zugehörigkeit
Schwenow hat keine eigene Kirche, sondern war immer eingepfarrt nach Kossenblatt. Nach Kossenblatt eingepfarrt waren außerdem Briescht, Werder/Spree, Wulfersdorf und Giesensdorf.

## Naturschutz
Das Naturschutzgebiet Schwenower Forst umfasst Teile des Forst mit der Niederung des Nord-Süd-verlaufenden Graben und seinen Niederungen. Es zieht sich aber weiter den Blabbergraben einschließend auf die Gemarkungen von Görsdorf, Werder/Spree und Kossenblatt. Es schließt auch den Tiefen See oder Grubensee auf der Gemarkung Limsdorf mit ein.

## Denkmale und Sehenswürdigkeiten
Die Denkmalliste des Landes Brandenburg für den Landkreis Oder-Spree verzeichnet folgende Bodendenkmale:
- Nr.90826 Flur 3: eine Siedlung der Bronzezeit, eine Siedlung der Steinzeit
- Nr.90827 Fluren 1 und 2: eine Siedlung der Urgeschichte, ein Rast- und Werkplatz des Mesolithikum
- Nr.90828 Flur 3: der Dorfkern des deutschen Mittelalter, Dorfkern der Neuzeit, eine Siedlung des slawischen Mittelalter, eine Siedlung der Urgeschichte
- Nr.90888 Flur 3: eine Siedlung der Urgeschichte
- Nr.90660 Schwenow Flur 3/Werder Flur 2: eine Siedlung der Urgeschichte, eine Siedlung der Steinzeit

## Belege